# Contea di Naso
La Contea di Naso fu un'entità feudale esistita in Sicilia dal XVI secolo al XIX secolo, corrispondente al territorio dell'odierno comune di Naso, in provincia di Messina. Incluse al proprio interno anche il territorio dell'odierno comune di Capo d'Orlando, che fino al 1925 sarà frazione di Naso.

## Storia
Il borgo di Naso, nel Val Demone venne per la prima volta citato in un documento del 1094, quando il Gran Conte Ruggero cedette parte del territorio all'Abate del Monastero benedettino di San Bartolomeo di Lipari e a quello di Patti. L'altra metà del feudo fu invece ceduta al cavaliere normanno Goffredo di Garres, menzionato in un diploma del 1112.
Il feudo venne unificato in epoca sveva con il re Federico II di Sicilia, che l'assegnò interamente alla Diocesi di Patti nel 1206, e tre anni più tardi, nel 1209 ad Abbone Barresi. Ai Barresi, la terra e il castello di Naso furono tolte in epoca aragonese da parte del re Federico III di Sicilia, per aver uno di loro, Giovanni, parteggiato con gli Angioini, e dopo la cacciata di costoro dall'isola, furono assegnati al catalano Blasco Alagona nel 1296.
Gli Alagona persero il possesso della baronia di Naso con Artale I, poiché venne occupata militarmente dalle truppe angioine comandate da Niccolò Acciaiuoli, e il re Ludovico d'Angiò nel 1357 ne diede investitura a Niccolò Cesareo. Recuperata nel 1362 con la definitiva sconfitta angioina, fu persa nuovamente dal nipote Artale II Alagona, che avverso a Martino il Giovane quale nuovo Re di Sicilia, questi gliela confiscò e la assegnò a Bartolomeo d'Aragona, barone di Cammarata, che ne ricevette investitura con privilegio dato il 26 agosto 1392. Il possesso di Naso da parte del Conte di Cammarata durò fino al 1398, quando lo stesso sovrano aragonese gliela confiscò per infedeltà verso la Corona.
Passata al catalano Raimondo di Xatamar nel 1401, poi alle famiglie Centelles (1408), Cardona ed Aragona, nel 1570 fu acquistata da Carlo Ventimiglia Moncada, barone di Regiovanni, che ebbe concessione da parte del re Filippo II di Spagna del titolo di I conte di Naso, con privilegio del 20 maggio 1581, esecutoriato il 1º giugno 1582. Il Ventimiglia, morì nel 1582, e la moglie vendette la Contea di Naso agli Starabba, i quali poi la rivenderono ai Joppolo nel 1595.
A inizio XVIII secolo, la Contea di Naso passò ai Sandoval per il matrimonio della contessa Giovanna Joppolo Ventimiglia con Diego Sandoval Mira, principe di Castelreale.  I Sandoval si estinsero all'inizio del secolo successivo con il principe Giovanni Diego Sandoval Mira, morto senza discendenti nel 1806, e perciò la Contea venne soppressa.

## Cronotassi dei Conti di Naso
- Carlo Ventimiglia Moncada (1581-1582)
- Giovanni Francesco Starrabba Ventimiglia (1582-1592)
- Giuseppe Starrabba Trigona (1592)
- Raffaele Starrabba Trigona (1592-1595)
- Girolamo Joppolo Ponz de Leon (1595-1609)
- Antonio Joppolo Ventimiglia (1609)
- Giovanna La Rocca Cybo (1609-1612)
- Pietro Maria Cybo (1612-1615)
- Flavia Cybo La Rocca (1615-1620)
- Girolamo Cottone (1620-1638)
- Emanuele Cottone (1638-1645)
- Felicia Cottone Cybo (1645)
- Scipione Cottone (1645-1660)
- Girolamo Joppolo Ventimiglia (1660-1685)
- Diego Joppolo (1685-1725)
- Giuseppa Joppolo Vanni (1725-1735)
- Antonino Sandoval Joppolo (1735-1788)
- Giovanni Diego Sandoval Mira (1788-1806)